# Фазовращатель (СВЧ)
Фазовраща́тель — электрическое устройство, предназначенное для изменения фазы электромагнитных колебаний на его выходе относительно фазы колебаний на его входе.
Фазовращатели используются в устройствах радиотехники, измерительной и вычислительной техники, СВЧ техники для изменения формы входного сигнала, коррекции фазовых искажений, фазовой модуляции, фазированных антенных решётках для формирования заданной диаграммы направленности.

## Классификация
По типу волн
- Отражательные
- Проходные

По физическому принципу
- Механические
- Ферритовые[2][4]
- Поупроводниковые[2]
- Электрические
- Электромеханические

По изменению фазы
- С плавным изменением
- С дискретным изменением

По способу включения в тракт
- Коаксиальные
- Волноводные
- Полосковые

## Основные характеристики
- Максимальный управляемый фазовый сдвиг
- Рабочий диапазон частот
- Вносимые потери
- Максимальный КСВн
- Максимальный уровень мощности
- Время переключения